# 가평초등학교 (전북)
가평초등학교는 대한민국 전북특별자치도 고창군에 있는 공립 초등학교이다.

## 학교 연혁
- 1955 . 04. 01 신림국민학교 가평분교로 개교
- 1983 . 03. 01 가평국민학교 병설유치원 개원
- 1989 . 09. 01 벽지학교(라)지역 지정
- 1996 . 03. 01 가평초등학교로 교명 개칭
- 2016 . 12. 26 학교 2층건물 증축(4개 교실 및 다목적실 등)
- 2022 . 01. 05 제62회 졸업(12명, 총 2,807명)
- 2022 . 03. 02 초등학교 6학급, 유치원 1학급 편성
- 2022 . 09. 01 제26대 유인순 교장선생님 부임

## 참고 자료
- 가평초등학교 - 한국교육학술정보원 학교알리미